# Sanja Marin
Sanja Marin Ožbolt (Zagreb, 21. rujna 1966.) je hrvatska kazališna, filmska i televizijska glumica.

## Filmografija

### Televizijske uloge
- "Kumovi" kao psihjatrica (2022.)
- "Metropolitanci" kao Pepa Beloša (2022.)
- "Dar mar" kao medicinska sestra (2021.)
- "Čista ljubav" kao Katarina Klarić (2018.)
- "Zora dubrovačka" kao Zora Bečić (2013.)
- "Stipe u gostima" kao Branka (2013.)
- "Odmori se, zaslužio si" kao Gloria Špiranec (2010.)
- "Zakon!" kao Sestra Edita (2009.)
- "Bračne vode" kao žena u dućanu #1 (2008.)
- "Tužni bogataš" kao gospođa Štefanko (2008.)
- "Ponos Ratkajevih" kao Jolanda Wieser (2007. – 2008.)
- "Urota" kao Dunja (2007. – 2008.)
- "Obični ljudi" kao Sanja (2007.)
- "Ljubav u zaleđu" kao inspektorica Kiš (2005. – 2006.)

### Filmske uloge
- "Taubeki" kao Kristinina mama (2014.)
- "Lea i Darija" kao gospođa Širola (2011.)
- "Vukovar se vraća kući" (1994.)
- "Narodni mučenik" (1993.)
- "Vrijeme ratnika" (1991.)

### Sinkronizacija
- "Veliki crveni pas Clifford" kao Colette, recepcionarka i učiteljica (2021.)
- "Scooby-Doo!" kao Daphne Blake (2020.)
- "Princeza Ema" kao Roza (2019.)
- "Oto: Istraživač dubina" kao Liza (2017.)
- "Superknjiga" kao Mila Kvantum, Rebeka, Ravnateljica Horvat, Učiteljica, Učiteljica, Marta, Noina žena, Izabela, Naomi i Karlo (2016. – 2020.)
- "Rode" kao Sara Zidar (2016.)
- "Hotel Transilvanija 2" kao Ljerka (2015.)
- "Avanture gospodina Peabodyja i Shermana" kao Patty Peterson (2014.)
- "Tarzan" (2013.)
- "Zvončica i tajna krila" kao Vila Liječilica (2012.)
- "Mačak u čizmama" kao Imelda (2011.)
- "Kako je Gru ukrao mjesec" kao Gđica Hattie (2010.)
- "Legenda o Tarzanu" kao Jane (2009.)
- "Neobična zubić vila" kao Paola (2008.)
- "Kung Fu Panda 1, 2, 3" kao Master Viper (2008., 2011., 2016.)
- "Život buba" kao Rozi (2008.)
- "Bambi 2" kao Mina (2006.)
- "Tri praščića" kao Mio Mirisna, gđa. Kobas, Dragana, gđa. Malibus i pjesma (1996.)
- "Jagodica Bobica" kao Jagodica Bobica[1]
- "Super cure" kao Latica
- "Cubix" kao Raska
- "Barbie Sirenija" kao Azura i sirena
- "Scooby Doo" kao Daphne
- "Barbie Mariposa" kao Mariposa
- "Cubix" kao Raska
- "Vitezovi Mon Colle" kao Rockna
- "Ben 10: Alien Force" kao Julie
- "Barbie fairytopia:čarolija duge"kao Azura,Sitna(2007)
- "Barbie Mariposa"kao Mariposa

## Vanjske poveznice
- Sanja Marin u internetskoj bazi filmova IMDb-u (engl.)
- Stranica na Komedija.hr  Arhivirana inačica izvorne stranice od 6. veljače 2012. (Wayback Machine)